# مسجد رحیم‌خان
مسجد رحیم‌خان مربوط به دوره قاجار است و در اصفهان، خیابان طالقانی، خیابان مسجد رحیم خان واقع شده و این اثر در تاریخ ۱۲ مهر ۱۳۷۷ با شمارهٔ ثبت ۲۱۲۴ به‌عنوان یکی از آثار ملی ایران به ثبت رسیده‌است.
یکی از بناهای جالب و نفیس اصفهان مسجد رحیم خان است. ساختمان این اثر جالب که در محله نو واقع شده‌است در سال ۱۲۹۰ هجری قمری شروع شد و در سال ۱۳۰۴ هجری قمری به پایان رسید شیوه معماری و خطوط و تزئینات مسجد رحیم خان شباهت بسیاری با مسجد سید دارد.
بطوریکه که بسیاری از کارشناسان و محققین نوشته‌اند برخی از کتیبه‌های این مسجد از کتیبه‌های مسجد سید گرده برداری شده‌است.
به هر حال علت نامگذاری این مسجد به رحیم خان این است که این بنا به وسیله محمد رحیم خان که در آن روزگار بیگلر بیگی اصفهان بود به پایان رسید.
بانی اولیه مسجد رحیم خان، میر سید حسن مجتهد اصفهانی است که چون قبل از اتمام بنا درگذشت، بقیه امور را محمد رحیم خان و پس از مرگ وی نیز برادرانش انجام دادند.
کتیبه سردر شرقی مسجد رحیم خان به خط ثلث سفید بر زمینه کاشی خشت لاجوردی است که در سال ۱۳۰۱ کتابت شده و در آن به نام ناصرالدین شاه و ظل السلطان و محمد رحیم خان و برادران او محمد کریم خان و محمد حسین خان اشاره شده‌است.
در ایوان جنوبی مسجد قسمت نمای خارجی کتیبه‌ای است که با خط ثلث سفید بر زمینه کاشی خشت لاجوردی آیات قرآن کریم نوشته شده‌است. خطاط این کتیبه محمد باقر شیرازی و تاریخ آن ۱۳۰۴ هجری قمری است بر طرفین همین ایوان اشعاری با خط نستعلیق سفید بر زمینه کاشی خشت لاجوردی نوشته شده که در طی آن معمار مسجد به نام استاد آقا جوئی و نویسنده آن به نام حسن خان معرفی شده‌است تاریخ این کتیبه نیز ۱۳۰۴ هجری قمری است.
محراب زیبای مسجد رحیم خان با کاشی تزئین شده و کتیبه هائی نیز دارد. اطراف محراب با خط ثلث سفید بر زمینه کاشی خشت لاجوردی آیات قرآن کریم نوشته شده‌است. تاریخ این کتیبه ۱۳۰۴ هجری قمری است. مسجد رحیم خان سنگاب نفیس و یکپارچه‌ای دارد که با خط نستعلیق برجسته اشعاری با تاریخ ۱۲۹۹ هجری قمری بر آن نوشته شده‌است.
مسجد رحیم خان سنگاب نفیس و یکپارچه‌ای دارد که با خط نستعلیق برجسته اشعاری با تاریخ ۱۲۹۹ هجری قمری بر آن نوشته شده‌است.
در ضلع شمالی مسجد شبستان بزرگ و با شکوه آن قرار دارد که کاشیکاری آن در سال ۱۳۷۸ هجری قمری انجام شده‌است زیرا شبستان مسجد و گنبد و داخل آن به علت درگذشت بانی آن کاشیکاری نشده بود.
در سردر شمالی مسجد نیز به خط ثلث سفید بر زمینه کاشی خشت لاجوردی رنگ آیات قرآن کریم کتابت شده‌است. مقبره میر سید حسن مدرس که بانی اولیه مسجد بوده‌است نیز در این مسجد قرار دارد.